# Søndermark Sogn
Søndermark Sogn er et sogn i Viborg Domprovsti (Viborg Stift). Sognet ligger i Viborg Kommune og blev i 1981 udskilt fra Viborg Søndre Sogn. I Søndermark Sogn ligger Søndermarkskirken.
I Søndermark Sogn findes flg. autoriserede stednavne:
- Bjergsnæs (bebyggelse)
- Søndermarken (bebyggelse)
- Teglkær (bebyggelse)
- Viborg Hedeplantage (areal)
- Viborg Krat (areal)
- Vintmølle Sø (vandareal)